# 小高佐季子
小高 佐季子（おだか さきこ、2002年6月4日- ）は、日本将棋連盟所属の女流棋士。女流棋士番号は61 。千葉県佐倉市出身。田丸昇九段門下。千葉英和高等学校卒業。

## 棋歴

### 女流棋士になるまで
千葉県八千代市で生まれ、3歳の時に佐倉市に引っ越した。佐倉市で将棋塾を経営している父の影響を受け5歳で将棋を覚え、小学生になった頃から本格的に始めた。2014年に小学校5年生で女子としては初めて「小学生将棋名人戦千葉県予選」で優勝するなど徐々に頭角を現し、翌2015年3月に関東研修会にD1で入会。
その後、2016年4月第6期女流王座戦アマ東日本予選大会を勝ち抜き一斉予選出場。翌2017年の第10期マイナビ女子オープンチャレンジマッチでも出場者決定トーナメントを勝ち抜き一斉予選に進出するなどして、アマチュアとして実力をつけていった。研修会入会2年で既定の成績をクリアして、2017年6月20日付で女流3級となると、2018年2月7日に第45期女流名人戦予選決勝への進出で同日付で女流2級に昇級し、正式な女流棋士となった。

### 女流棋士として
プロ入り1年目の2018年度は年度成績が5勝9敗でプロの壁に苦しんだが、翌2019年には31期女流王位戦予選決勝への進出により10月14日付で女流1級に昇級。さらに2020年度は年間成績10勝8敗の成績を挙げた事により昇段規定で2021年4月1日付で女流初段に昇段するなど順当に昇段を重ねている。
2021年10月、第15回白瀧あゆみ杯で優勝（非公式戦）。

## 棋風
得意戦法は中飛車。

## 人物
- 好きな駒は金[1]。好きな駒の書体は巻菱湖[11]。
- 武富礼衣（小高より3学年上）とは、日頃から練習将棋を指したりタメ口で話すなど仲が良いという[4]。
- 2022年よりNHK杯テレビ将棋トーナメントの棋譜読み上げを務めている。
- 兄は所司和晴門下で奨励会三段リーグに在籍していたが、2022年3月をもって年齢制限で退会した。退会が決まった当日、Twitterで「本日の三段リーグの結果で年齢制限により兄が奨励会を退会しました。兄は本当に将棋が強いので悔しくて悲しくて涙が止まりませんが早く現実を受け止め私が兄の分まで頑張りたいと思います。今まで兄を応援してくださった皆様、本当にありがとうございました。」とツイートした[12]。
- アニメが好きで、好きな声優は江口拓也。「男性棋士と付き合うなら誰?」という質問には「戸辺誠先生、行方尚史先生、木村一基先生」と答えている[13]。
- 史上最年少で八冠となった藤井聡太とは同い年であり、藤井の将棋対局において記録係や解説の聞き手を務めたことがある[14]。

## 昇段・昇級履歴
研修会
- 2015年03月00日：関東研修会入会（D1）
- 2017年05月28日：関東研修会C1昇級

女流棋士
- 2017年06月20日：女流3級（関東研修会C1昇級） = 仮資格 [7]
- 2018年02月07日：女流2級（女流名人戦予選決勝進出／「女流棋士昇段級規定」の女流1級に該当）= プロ入り [8]
- 2019年10月14日：女流1級（女流王位戦予選決勝進出） [9]
- 2021年04月01日：女流初段（年度成績指し分け以上・8勝以上／2020年度10勝9敗）[10][15]

## 主な成績

### 棋戦優勝
非公式戦
- 白瀧あゆみ杯争奪戦 優勝1回（2021年 = 第15回）

### 在籍クラス
| 2021 | 1 | 順位決定トーナメント戦21位 | 順位決定トーナメント戦21位 | 順位決定トーナメント戦21位 | 順位決定トーナメント戦21位 | 順位決定トーナメント戦21位 |     |
| 2022 | 2 |                            |                            | B10                        |                            |                            | 1-8 |
| 2023 | 3 |                            |                            |                            | C03                        |                            | 5-3 |
| 2024 | 4 |                            |                            |                            | C04                        |                            | 4-4 |
| 2025 | 5 |                            |                            |                            | C07                        |                            |     |
| 女流順位戦の 枠表記 は挑戦者。右欄の数字は勝-敗(番勝負/PO含まず)。 順位戦の右数字はクラス内順位 ( x当期降級点 / *累積降級点 / +降級点消去 ) |   |                            |                            |                            |                            |                            |     |

### 年度別成績
- 2024年度
  - 年度成績：23局 7勝16敗・勝率0.3043 [16]
  - 通算成績：172局 84勝88敗・勝率0.4883（2025年3月31日対局分まで） [17]